# ピーチ (歌手)
ピーチ（本名：大塚 桃子（おおつか ももこ）、1987年2月21日 - ）は、日本の元歌手であり、NICE GIRL プロジェクト!の元メンバーである。東京都出身。TNX所属。第1回「妹メガネっ娘♀・姉貴分メガネっ娘♀オーディション!!」合格者。

## 略歴
- 2008年5月3日、NICE GIRL プロジェクト!メンバーに加入。
- 2008年7月10日、ピーチ&あっくん with 小西麻衣子のユニット名で竹之下フーズ『勝負納豆』コマーシャルソングの『なっとう!なっトウッ! 』[1]でメジャーデビュー[2]。
- 2010年9月30日、NICE GIRL プロジェクト!及び、芸能界を卒業。

## 出演

### 舞台
- つんく♂THEATER第四弾『あぁ 女子合唱部〜栄光のかけら〜』（2007年9月22日 - 24日、全電通ホール）
- つんく♂THEATER第五弾『青春グラフィティ〜ねえ お姉さん〜』（2008年1月2日 - 14日、石丸電気SOFT2）
- つんく♂THEATER第六弾『あぁ 女子合唱部〜栄光のかけら2008〜』（2008年9月13日 - 15日、全電通ホール）
- つんく♂THEATER 第七弾『ヒーローの事情』（2009年1月10日 - 12日、全労済ホールスペース・ゼロ）

## 関連人物
- 時東ぁみ